# Martin Andersson (finansman)
Martin Axel Christer Andersson, född 23 december 1966 i Nyköpings Sankt Nicolai församling i Södermanlands län, är en svensk affärsman.
Martin Andersson växte upp i Nyköping. Han utbildade sig i ryska på Tolkskolan i Uppsala och på Handelshögskolan i Stockholm. Han arbetade därefter från 1992 på det ryska privatiseringsministeriet i Moskva.
Han grundade 1993 tillsammans med Gerard De Geer den ryska investeringsbanken Brunswick, där han var verkställande direktör och Gerald De Geer styrelseordförande.
År 1997 sålde de Andersson och De Geer med flera hälften av Brunswick till investmentbanken UBS och den andra hälften 2003. Han ägde därefter tillsammans med Gerard De Geer Bermudasregistrerade holdingföretaget Brunswick Capital. Han köpte i december 2006 10 procent av aktierna i den ryska banken MDM bank. 
Martin Andersson är ordförande i Brunswick Real Estate International, dotterföretag till Brunswick Real Estate, i vilket Gerard De Geer är ordförande, och i vilket den stockholmsbaserade fastighetsfonden Sveafastigheter ingår.